# Горлов, Дмитрий Владимирович
Дмитрий Владимирович Горлов (2 ноября 1899, Санкт-Петербург — 8 августа 1988, Соколова Пустынь) — русский советский график, скульптор, мастер декоративно-прикладной пластики, один из основоположников отечественной анималистики. Заслуженный художник РСФСР (1971).

## Биография
Дед художника, Пётр Николаевич Горлов (1839—1915), знаменитый русский инженер-геолог, в честь которого назван город Горловка Донецкой области. Отец — Владимир Петрович Горлов, старший сын П. Н. Горлова, окончил Горный институт, но в дальнейшем работал заведующим библиотекой, художником-декоратором, актёром, выпускал газету «Богородский листок».
Детство и юность Мити Горлова прошли в подмосковном Богородске, куда вскоре после рождения ребёнка переехали его родители. Художественные способности мальчика обнаружились очень рано, в два года он уже с увлечением рисовал животных, а в реальном училище был первым по рисунку. Окончив Богородское реальное училище и в 1919 году приехав в Москву, Дмитрий Горлов поступает в Петровско-Разумовскую сельскохозяйственную академию. Затем переходит на естественное отделение Московского университета, но вскоре уходит и оттуда. И только после этого он окончательно решает стать художником и поступает учиться во Вхутемас (1921—1923).
Во время обучения во Вхутемасе Горлов работал в Дарвиновском музее ассистентом у художника-анималиста Василия Ватагина, а также совместно с художником Дмитрием Моором как художник-график.
Но главные уроки художника-анималиста он получил, наблюдая за животными и делая их зарисовки с натуры. Про это с гордостью писал в анкете: «…специальность приобрел в Московском зоопарке».
Первой самостоятельно оформленной книгой Дмитрия Горлова стала «Лобо, король Куррумпо» Сетон-Томпсона, выпущенная издательством «Синяя птица» в 1923 году. В периодике появлялись и публицистические материалы, написанные и проиллюстрированные Горловым, в частности, большой очерк «На новую квартиру! (К расширению Московского Зоопарка)» в журнале «Всемирный следопыт» (1926, № 12). В 1928 году Василий Ватагин приводит Дмитрия Горлова в «Детгиз». Старший наставник сыграл в жизни своего ученика важнейшую роль, не только открыв ему путь в большое искусство, но и проведя по многим нужным дорогам профессии. Вдвоем они иллюстрировали несколько книг, среди которых «Живет, растет, движется» Софьи Федорченко (1931). Вместе с Ватагиным Горлов работал и над скульптурными группами животных — для нового входа в Московский зоопарк (1936).

Иллюстрация Д. Горлова к рассказу Веры Чаплиной «Малыши в зоопарке» («Мурзилка» № 2 за 1953 г.)

С 1920-х по 1970-е гг. Горловым иллюстрировано около 50 книг для детей о животных и многочисленные журнальные публикации. В зоопарке в 1933—34 годах Горлов делает большую серию рисунков на Площадке молодняка, которую организовала Вера Чаплина. Отдельные рисунки публикует в журнале «Мурзилка», но основной материал собирает для книги Веры Чаплиной «Малыши с зеленой площадки» (1935). На материале площадки молодняка Чаплина и Горлов делают ещё две книжки для самых маленьких: «Медвежонок Рычик и его товарищи» (1936) и «Рычик и Ласка» (1947). Кроме того, «Малыши с зеленой площадки» вошли, как составная часть, в следующую большую книгу Чаплиной «Мои воспитанники» (1937), но многие свои рисунки Дмитрий Горлов переработал для нового издания, которое он иллюстрировал вместе с Георгием Никольским.
Развитие детской темы привело Горлова к декоративной анималистической пластике малых форм. Промежуточным этапом на этом пути стала его работа во Всесоюзном научно-экспериментальном институте игрушки в середине 1930-х, где он разработал более ста образцов игрушек из дерева и папье-маше.
С 1935 г. Дмитрий Горлов сотрудничает с Гжельским керамическим заводом, а в 1943-1945 гг. работает там же главным художником. Некоторые его работы того периода позднее производились в фарфоре на Ленинградском фарфоровом заводе. С 1958 г. и в в 1960-е годы на Дмитровском фарфоровом заводе Горлов создал большое количество моделей статуэток и рельефов, часть из которых выпускались большими тиражами. В 1940—80-е годы Горлов постоянно экспериментировал, расширяя диапазон возможностей керамики: терракотовая скульптура, статуэтки, керамические многокрасочные панно, настенные барельефы, декоративные изразцы и т. д.
К Дмитрию Горлову приходит международный успех — его фарфоровые статуэтки 1958 года «Ослик», «Зебра», «Жирафа», «Зубробизон» в том же году были удостоены на Всемирной выставке в Брюсселе золотой медали «За верность национальным традициям».
Параллельно Горлов работает и в жанре монументальной скульптуры. В 1939—40 годах он принимает участие в оформлении павильонов ВСХВ рельефами и резной решеткой, а с 1946 по 1958 год создает серию из восьми горельефов к памятнику И. А. Крылову (автор С. Д. Шапошников; открыт в городе Калинине в 1959 году).
В 1948 г., вместе со своей второй женой, Натальей Серовой (1908—1950), дочерью живописца Валентина Серова, Горлов построил дом на берегу Оки, в поселке Соколова Пустынь, с этим домом связаны последние сорок лет его жизни. Отсюда он отправлялся в заповедники Пущино и Аскания-Нова.
Этот дом существует и в наши дни, в нём находится частный Дом-музей Д. В. Горлова.
Похоронен в Тарусе на старом городском кладбище.
Семья
Вторая жена (03.02.1941) — Наталия Валентиновна Серова (1908 — 23.10.1950), художник-фотограф.
Третья жена (17.09.1956) — Лидия Дмитриевна Горлова (в 1-м браке Сабурова, ур. Понсова) (1904 — 28.01.1982).